# Carmen Ordóñez
María del Carmen Cayetana Ordóñez González (Madrid, 2 de mayo de 1955-Madrid, 23 de julio de 2004), más conocida como Carmina Ordóñez o simplemente Carmen Ordóñez, fue una socialite, modelo y relaciones públicas española protagonista de la prensa del corazón nacional.

## Biografía
Perteneciente a una familia de célebres toreros, Carmen nació en Madrid el 2 de mayo de 1955. Era hija del torero Antonio Ordóñez y de Carmina Dominguín (Madrid, 1928 - Madrid, agosto de 1982). Nieta de los reconocidos toreros Cayetano Ordóñez "Niño de la Palma" y Domingo Dominguín, sobrina de Luis Miguel Dominguín y por lo tanto prima hermana de Miguel Bosé, Lucía y Paola Dominguín. Tenía una hermana menor, Ana Belén Ordóñez González (Belén Ordóñez) (29 de junio de 1956 - 2 de agosto de 2012).
Su infancia se desarrolló en un ambiente marcadamente taurino, cosmopolita, cultural y andaluz, ya que con frecuencia acompañaba a su padre (que la llamaba "Carmuca") tanto a las preparaciones del torero como a las corridas. Fue en una de estas corridas donde conoció al que fue su primer marido, el torero Francisco Rivera Paquirri, con quien contrajo matrimonio el 16 de febrero de 1973 en la basílica de San Francisco el Grande y con el que tuvo dos hijos: Francisco Rivera Ordóñez y Cayetano Rivera Ordóñez, ambos toreros de profesión. El matrimonio pasa sus primeros años viviendo en el Paseo de La Habana hasta que en 1978 deciden trasladar su residencia fija a Sevilla, concretamente en el barrio de los Remedios. Por aquel entonces, ya era habitual ver a Carmen en las revistas del corazón. 
En 1975 la revista Time la nombró como una de las mujeres más bellas del mundo, título que compartía con personalidades de la talla de Carolina de Mónaco o Margaux Hemingway.
En el año 1979 se separó de Paquirri y su matrimonio fue declarado nulo. Durante la década de los ochenta Carmen ejerce como modelo para diversas firmas españolas, aunque ya había desfilado para Balenciaga antes de su primer matrimonio.
En 1983 conoció al cantautor Julián Contreras Rodríguez, con quien contrajo matrimonio en Miami el 30 de marzo de 1984. El 14 de enero de 1986, fruto de esta unión nació su tercer y último hijo, Julián Contreras Ordóñez.
Tras la muerte del torero Francisco Rivera "Paquirri", Carmen se enzarzó en una batalla legal contra la segunda esposa de su exmarido, Isabel Pantoja, con la que se enfrentó por la herencia del matador. Hasta la fecha de su muerte, Carmen Ordóñez siempre mantuvo que la tonadillera se llevó más de lo que supuestamente le correspondía. Entre los artículos que se disputaban con la tonadillera estaba el traje de luces con el que Paquirri había tomado la alternativa y numerosos objetos personales que correspondían a sus dos hijos mayores, y que aún no les han sido entregados a pesar de las demandas interpuestas.
En 1990, Carmen decidió trasladarse a vivir con su segundo marido y su tercer hijo a Marrakech, Marruecos, lugar que la marcó desde niña y del que siempre se sintió enamorada. Sin embargo, en 1994 obtuvo el divorcio de Julián Contreras y decidió volver a instalarse en España.
En 1997, Carmen contrajo matrimonio con su tercer y último marido, Ernesto Neyra Almodóvar, del que se separaría dos años después. Dos años antes de morir, en 2002, Carmen afirmó haber sufrido malos tratos por parte de Neyra, acusación que él siempre negó y la demanda fue desestimada por el juez.
Trabajó en el programa de corazón A tu lado, de la cadena Telecinco.
Murió en su domicilio de Madrid el 23 de julio de 2004, provocado por un infarto mientras se encontraba en la bañera. Fue incinerada y sus cenizas se esparcieron en El Rocío y en Tánger.

## Descendencia
Por parte de su hijo Francisco Rivera Ordóñez:
Con Eugenia Martínez de Irujo (matr. 1998; div. 2002):
- Cayetana Rivera y Martínez de Irujo (16 de octubre de 1999)

Con Lourdes Montes (matr. 2013):
- Carmen Rivera Montes (19 de agosto de 2015)
- Francisco Rivera Montes (9 de enero de 2019)
- Nicolás Rivera Montes (9 de abril de 2025)

Por parte de su hijo Cayetano Rivera Ordóñez:
Con Blanca Romero (matr. 2001; div. 2004): 
- Lucía Rivera Romero (11 de septiembre de 1998) (Adoptada)

Con Eva González (matr. 2015; div. 2023):
- Cayetano Rivera González (4 de marzo de 2018)

Por parte de su hijo Julián Contreras Ordóñez (sin descendencia)